# Stylurus potulentus
Stylurus potulentus är en trollsländeart som först beskrevs av James George Needham 1942.  Stylurus potulentus ingår i släktet Stylurus och familjen flodtrollsländor. IUCN kategoriserar arten globalt som sårbar. Inga underarter finns listade i Catalogue of Life.